# Bulgaria ai IX Giochi olimpici invernali
La Bulgaria partecipò ai IX Giochi olimpici invernali, svoltisi a Innsbruck, Austria, dal 29 gennaio al 9 febbraio 1964, con una delegazione di 7 atleti impegnati in due discipline.